# Selenops ollarius
Selenops ollarius is een spinnensoort in de taxonomische indeling van de Selenopidae. De soort is alleen bekend uit China in de provincie Sichuan.
Het dier behoort tot het geslacht Selenops. De wetenschappelijke naam van de soort werd voor het eerst geldig gepubliceerd in 1990 door M. S. Zhu, Sha & Chen.